# Manju (Ära)
Manju (japanisch 万寿) ist eine japanische Ära (Nengō) von August 1024 bis August 1028 nach dem gregorianischen Kalender. Der vorhergehende Äraname ist Jian, die nachfolgende Ära heißt Chōgen. Die Ära fällt in die Regierungszeit des Kaisers (Tennō) Go-Ichijō.
Der erste Tag der Manju-Ära entspricht dem 19. August 1024, der letzte Tag war der 17. August 1028. Die Manju-Ära dauerte fünf Jahre oder 1460 Tage.

## Ereignisse
- 1026 im Juni ereignet sich das Manju-Erdbeben (万寿地震) in der San’in-Region
- Fujiwara no Yorimichi ist Kampaku